# NGC 5366
NGC 5366 ist eine 13,8 mag helle Linsenförmige Galaxie vom Hubble-Typ „S0-a“ im Sternbild Jungfrau nördlich der Ekliptik. Sie ist schätzungsweise 377 Mio. Lichtjahre von der Milchstraße entfernt und hat einen Durchmesser von etwa 80.000 Lj.
Das Objekt wurde am 8. Juni 1855 von George Phillips Bond entdeckt.